# Agyrtacantha othello
Agyrtacantha othello е вид водно конче от семейство Aeshnidae.

## Разпространение
Видът е разпространен в Индонезия.